# Moby Prince
Le Moby Prince est un ferry de la compagnie italienne Navarma Lines (actuelle Moby Lines) construit de 1967 à 1968 par les chantiers britanniques Cammell Laird. Mis en service en octobre 1968 pour le compte la compagnie néerlandaise Stoomvaart Maatschappij Zeeland (SMZ) sous le nom Koningin Juliana, il desservait à l'origine les lignes entre les Pays-Bas et le Royaume-Uni. Vendu en 1984 à un homme d'affaires hollandais, il est converti en showroom destiné à faire la promotions de produits néerlandais d'export mais ne sera jamais utilisé en raison de la faillite de la société. Cédé en 1985 à Navarma Lines, il est alors affecté aux lignes depuis le continent italien vers la Corse puis la Sardaigne sous le nom de Moby Prince. 
Sa carrière est interrompue tragiquement dans la soirée du 10 avril 1991 lorsqu'il s'embrase après être entré en collision avec le pétrolier Agip Abruzzo alors qu'il quittait le port de Livourne pour rejoindre la Sardaigne. Sur les 141 personnes présentes à bord, toutes périssent à l'exception d'un membre de l'équipage qui parvient à quitter le navire en sautant à l'eau avant que l'incendie ne se déclare. Cet accident est le pire désastre de la marine marchande italienne depuis la fin de la Seconde Guerre mondiale. La coque carbonisée est par la suite amarrée à Livourne jusqu'en mai 1998, date à laquelle le navire se remplit d'eau et coule. L'épave est ensuite renflouée puis remorquée à Aliağa en Turquie pour y être démolie.

## Historique

### Origines et construction
Dans les années 1960, la compagnie néerlandaise Stoomvaart Maatschappij Zeeland (SMZ) fait le constat que sa flotte naviguant entre Hoek van Holland et le Royaume-Uni est vieillissante et tend à devenir inadaptée au trafic. Mis en service en 1939, les paquebots jumeaux Koningin Emma et  Prinses Beatrix ne correspondent plus aux attentes de la clientèle voyageant de plus en plus accompagnée de véhicules dont la capacité des deux navires peine à satisfaire. En 1960, la compagnie avait anticipé la hausse du nombre de passagers voyageant avec véhicules en mettant en service son premier car-ferry, le Koningin Wilhelmina, mais le renfort de ce seul navire se révèlera rapidement insuffisant. SMZ décide alors de doter sa flotte d'un deuxième car-ferry, plus performant que son prédécesseur. Avec sa partenaire, la compagnie ferroviaire British Railways, exploitant elle aussi des lignes maritimes, la décision est prise de faire construire des navires similaires afin d'assurer un service en cadence avec des unités homogènes. La longueur du navire de SMZ est fixée à 130 mètres et la capacité de son garage à 220 véhicules. Les installations intérieures sont également conçues pour être les plus confortables possible avec une décoration correspondant aux goûts de l'époque. 
La construction du navire débute en avril 1967 aux chantiers britanniques Cammell Laird de Birkenhead. Lancé le 2 février 1968, il est baptisé Koningin Juliana, du nom de la reine des Pays-Bas, Juliana. En raison d'un incendie survenu le 13 juin, la livraison du navire est cependant retardée. Après avoir réalisé ses essais en mer le 7 et le 8 septembre, il retourne aux chantiers afin d'être achevé. Une fois les finitions terminées, le Koningin Juliana se dirige vers Hoek van Holland le 11 octobre. Il est ensuite livré à SMZ le 14 octobre.

### Service

#### Stoomvaart Maatschappij Zeeland (1968-1984)

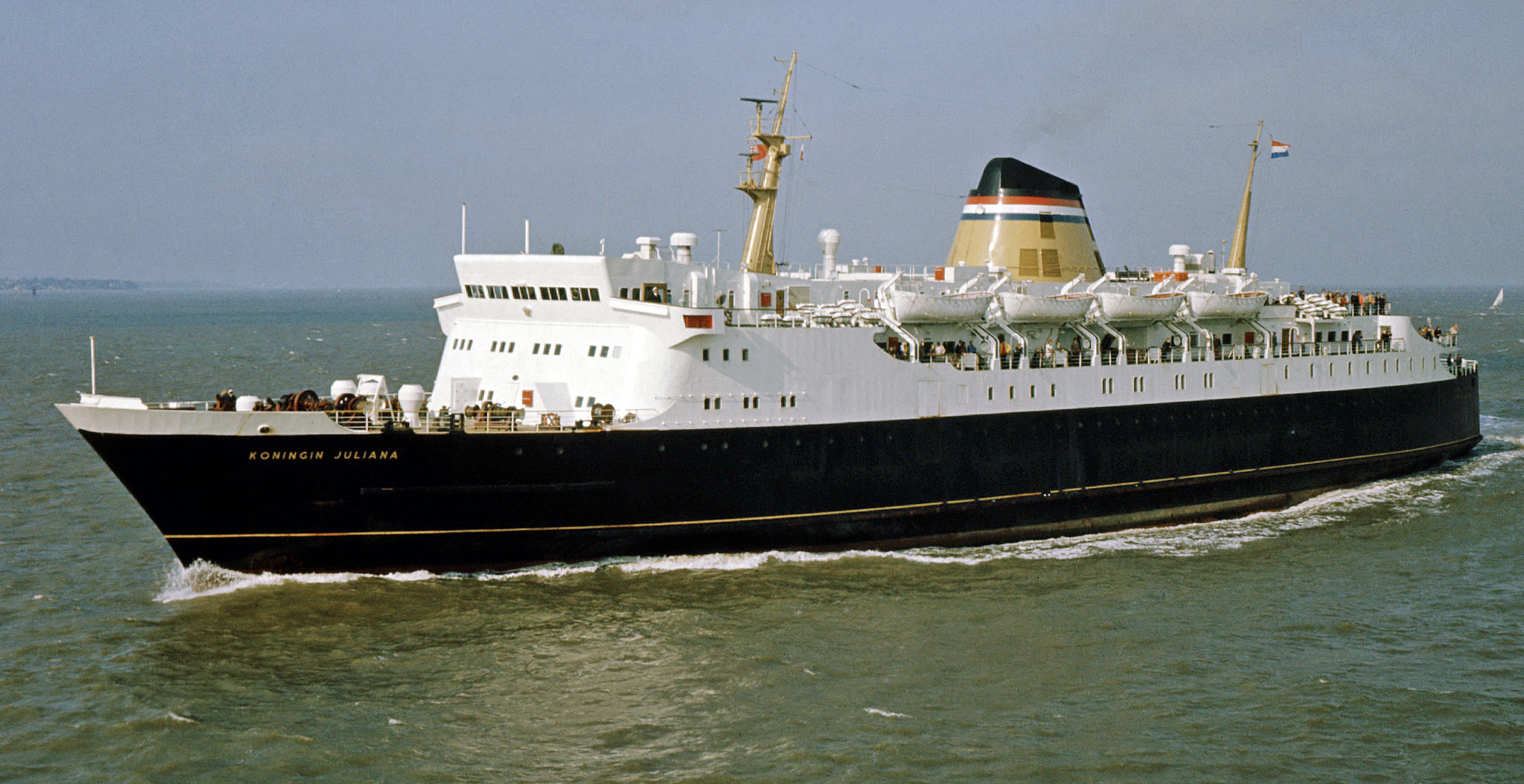
Le Koningin Juliana en 1974.

Le 14 octobre 1968, le Koningin Juliana est présenté au public à Hoek van Holland et une sortie en mer est effectuée en mer du Nord. La reine Juliana participe même à l'évènement. Le navire est mis en service le 17 octobre entre les Pays-Bas et le Royaume-Uni. 
En novembre 1969, les armateurs desservant le Royaume-Uni réunissent leurs flottes sous la même marque commerciale dénommée Sealink sous l'impulsion de British Railways. Le logo apparaît alors sur la coque du navire.
Le 15 septembre 1982, il entre en collision avec le St George de British Railways dans le port d'Harwich, sans faire de blessés.
Supplanté par des unités plus imposantes au sein du groupe Sealink, le Koningin Juliana est retiré du service le 2 avril 1984 puis désarmé à Rotterdam. Le 24 décembre, il est vendu à l'homme d'affaires néerlandais Tromp Leiden.

#### Holland Trade Ship (1985)

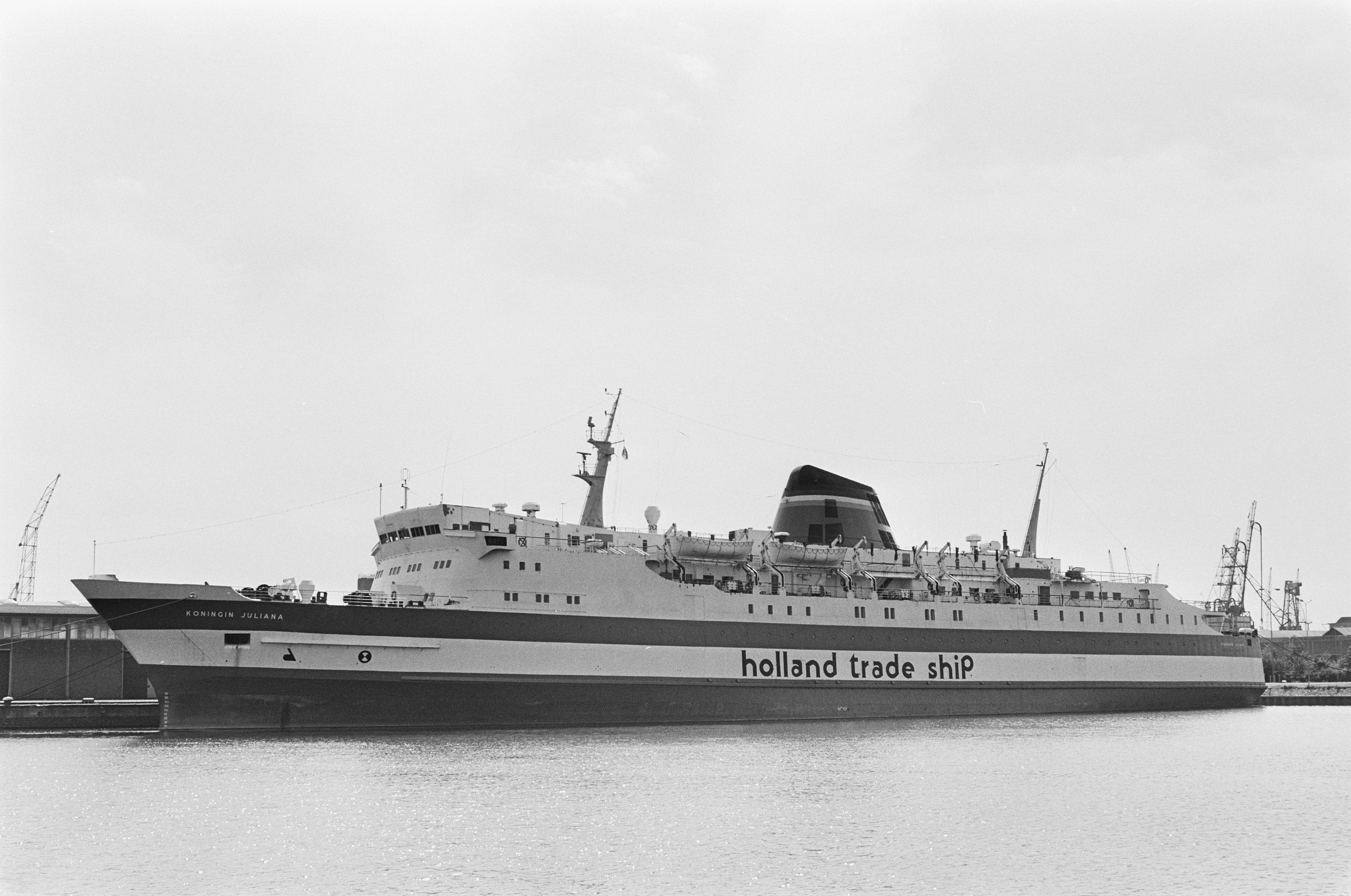
Le Koningin Juliana sous les couleurs de la société Holland Trade Ship.

Transformé aux chantiers Niehuis & van den Bergin à Rotterdam à compter du 7 janvier 1985, le Koningin Juliana est converti en navire d'exposition afin de faire la promotion de produits d'exportation néerlandais. Il est alors nommé officieusement Holland Trade Ship, du nom de la société qui l'exploite. 
Le navire ne sera cependant jamais utilisé pour remplir son nouveau rôle, la société Holland Trade Ship BV fait en effet faillite le 30 août. Le Koningin Juliana est alors acquis au mois de septembre par la compagnie italienne Navarma Lines.

#### Navarma Lines (1985-1991)

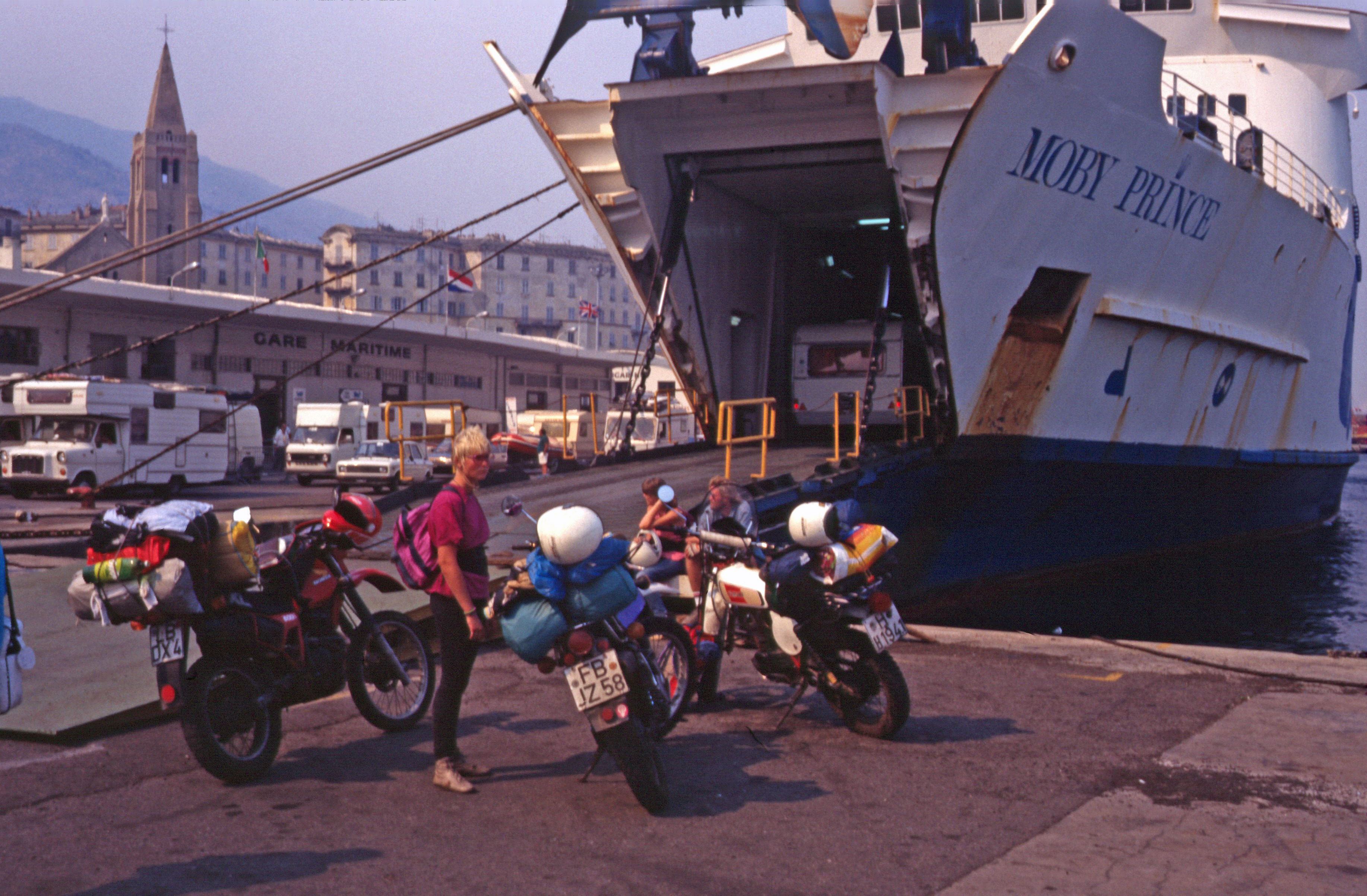
Touristes allemands embarquant à bord du Moby Prince à Bastia en 1987.

Après avoir quitté définitivement les Pays-Bas le 10 octobre, le navire atteint l'Italie quelques jours plus tard. Transformé et renommé Moby Prince, il est mis en service sur les lignes de Navarma entre l'Italie continentale et la Sardaigne au mois de décembre. À partir de la saison estivale 1986, il dessert également la Corse.
Second car-ferry de grande capacité acquis par la compagnie après le Moby Blu en 1982, il confirme le développement fulgurant que connaît alors Navarma grâce notamment au boom des touristes italiens en Corse. L'arrivée du Moby Prince, légèrement plus imposant que le Moby Blu permet à l'armateur italien de proposer une qualité de service nettement supérieure aux autres navires de sa flotte mais surtout d'égaler les fleurons de son concurrent bastiais Corsica Ferries. À l'instar de son prédécesseur, sa coque est décorée avec une grande baleine bleue sur ses flancs et son nom contient le préfixe Moby. Ces éléments deviendront par la suite les standards de la flotte de Navarma lors de l'acquisition de futures unités.

## Accident

### Déroulement
Le 10 avril 1991 à 22 h 03, le Moby Prince, sous les ordres du commandant Ugo Chessa, quitte le port de Livourne pour une traversée nocturne régulière à destination d'Olbia en Sardaigne. 141 personnes se trouvent à bord ce soir-là dont 75 passagers et 66 membres d'équipage. À 22 h 23, alors que le car-ferry emprunte la route habituelle à l'extérieur du port, sa proue heurte violemment le pétrolier Agip Abruzzo qui mouille dans la zone. L'étrave du Moby Prince éperonne le pétrolier et ouvre une large brèche au niveau du réservoir no 7 entraînant le déversement de plus de 2 700 t de pétrole brut léger. Au moment de l'impact, 200 à 300 tonnes d'hydrocarbure sont pulvérisées directement sur le ferry. Rapidement, la nappe s'enflamme en raison du frottement des deux navires pendant la collision et la rupture du casque d'étrave du Moby Prince permet à l'incendie de se propager à l'intérieur du garage. Pensant que son navire a heurté une barge, Renato Superina, le commandant de l‘Agip Abruzzo, fait tourner les moteurs à plein régime, accélérant de ce fait la propagation du pétrole.

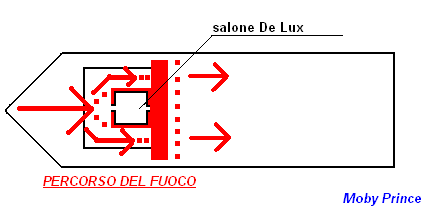
La propagation de l'incendie à bord du Moby Prince.

À 22 h 25, l'opérateur radio du Moby Prince lance un mayday depuis une VHF portable. N'étant pas à son poste lorsque l'incendie s'est déclaré, il n'a pas pu utiliser la radio fixe du navire. Entre-temps, l'équipage a confiné les passagers dans le salon De Luxe, situé au centre du navire et équipé de portes coupe-feu. Mais l'incendie parvient néanmoins à se propager à bord du navire après que les portes séparant le garage du reste des installations ont cédé sous la chaleur écrasante des flammes qui gagnent alors les ponts supérieurs. Les portes coupe-feu ne font que ralentir la progression du sinistre qui atteint en trente minutes le salon De Luxe où se trouvent la majorité des passagers.

#### Opérations de sauvetage

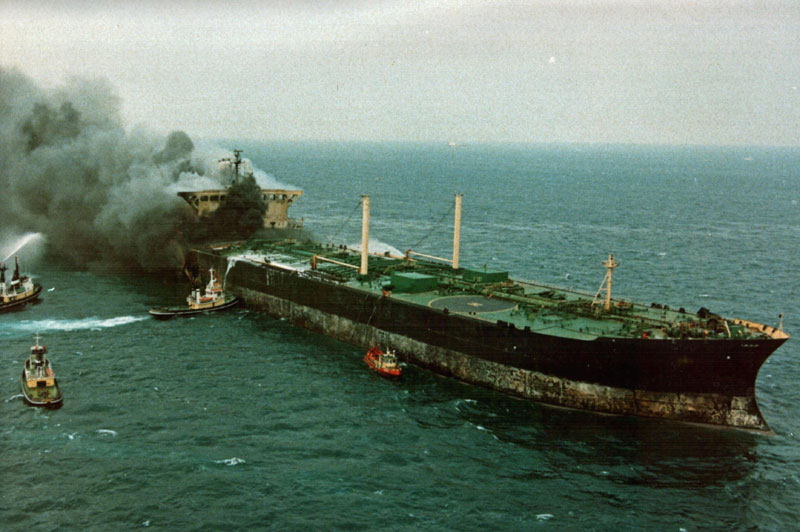
Le pétrolier Agip Abruzzo en feu, quelques heures après sa collision avec le Moby Prince.

Alertés par les messages de détresse de l‘Agip Abruzzo, les secours n'ont cependant pas entendu le mayday du Moby Prince en raison de la faiblesse de son signal. Le car-ferry n'est localisé qu'à 23 h 35, soit plus d'une heure après la collision, par un remorqueur du port de Livourne. Dans la confusion, l'équipage n'a pas pris la précaution d'arrêter les moteurs, faisant dériver le navire et rendant sa localisation plus compliquée. 
À leur arrivée, l'équipage du remorqueur ne peut pas approcher du Moby Prince en raison de l'incendie qui fait encore rage à bord et aux alentours du bâtiment. Ils parviennent néanmoins à tirer de l'eau un membre d'équipage napolitain, Alessio Bertrand, qui a pu sauter par-dessus bord avant que le ferry ne s'embrase. Celui-ci prévient les secours que de nombreuses personnes se trouvent encore à bord du Moby Prince. Il se porte volontaire pour aider au sauvetage de potentiels survivants et embarque sur la vedette CP232 de la garde côte italienne. Après une demi-heure de recherches autour de la carcasse du ferry, Bertrand est reconduit à terre pour recevoir des soins médicaux. Il annonce par la suite aux autorités qu'il n'y a que peu de chance de retrouver des survivants.
Pendant ce temps, les autorités s'activent pour éteindre l'incendie et refroidir la coque du navire. À 3 h 30, un marin d'un remorqueur privé se porte volontaire pour monter à bord afin de passer un câble. D'autres secouristes montent à bord lorsque l'incendie est éteint dans la matinée.

#### Suite
À la suite de l'accident, l'épave carbonisée du Moby Prince est remorquée et amarrée dans le port de Livourne. Laissée à l'abandon, elle finit par se remplir d'eau et couler au fond du port le 17 mai 1998. Renfloué le mois suivant, le navire finalement démoli en juillet sur la plage d'Aliağa en Turquie.

### Bilan

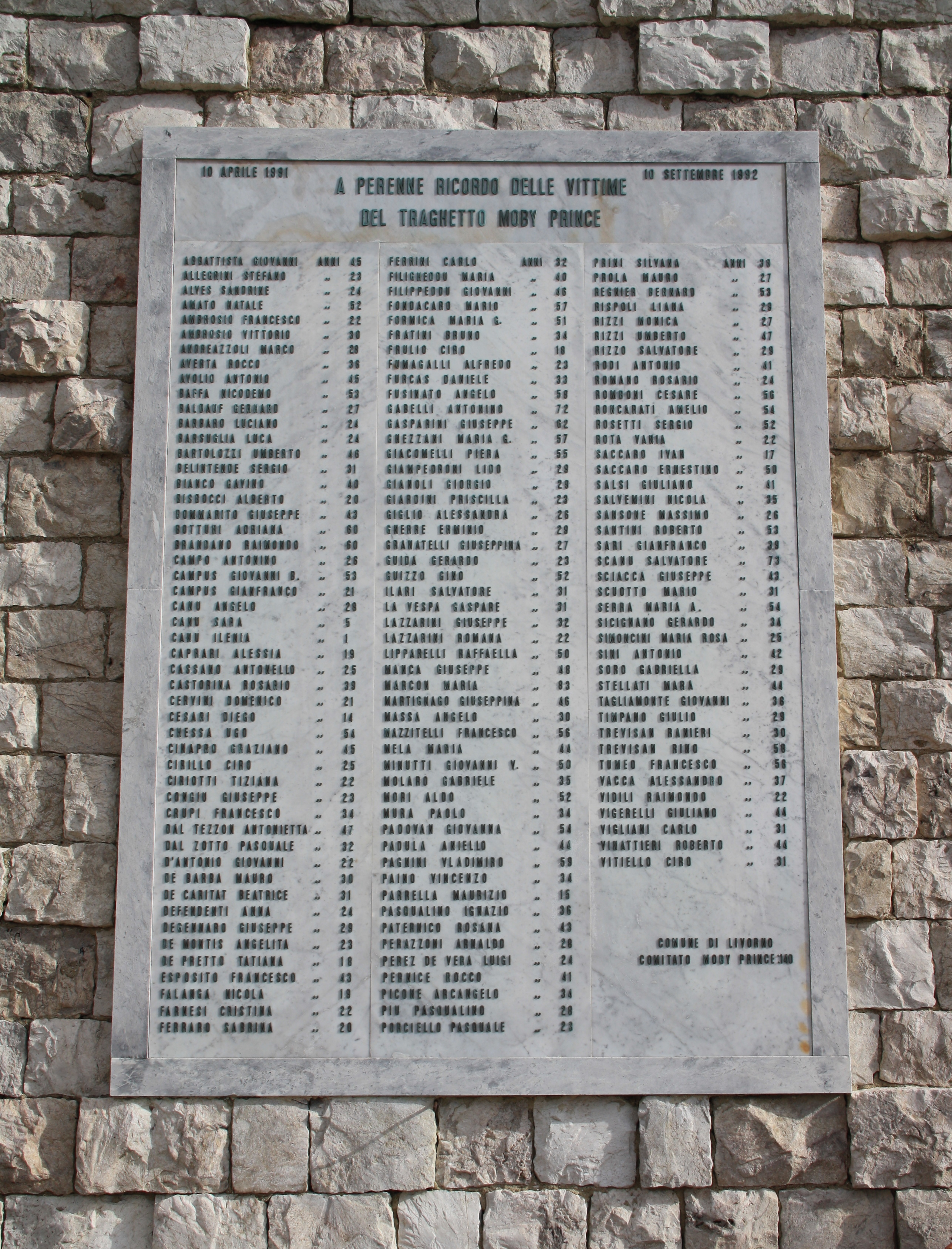
Plaque érigée à la mémoire des 140 victimes de la catastrophe.

Sur les 141 personnes présentes à bord du Moby Prince, toutes sont décédées à l'exception du membre de l'équipage Alessio Bertrand. La majorité des victimes a succombé à une intoxication au monoxyde de carbone résultant de la combustion des hydrocarbures ainsi que des éléments présents à l'intérieur du navire. Treize cadavres, principalement des membres de l'équipage, ont été retrouvés sur le pont 6, dont huit à la poupe, deux (dont le commandant Chessa) près de la passerelle, une dans le hall entre le restaurant et la discothèque Moby Club et deux dans les cuisines. La plupart des victimes ont été retrouvées sur pont 5. Le corps d’un membre de l’équipage a été retrouvé dans les coursives des cabines de 2de classe, trois autres (tous membres de l’équipage) dans les escaliers menant au garage, 30 (9 passagers et 21 membres de l'équipage) dans la zone des cabines de 2de classe (principalement dans les couloirs, à l'exception des restes de 6 personnes retrouvés dans une pièce adjacente au bar), 28 (21 passagers et 7 membres d'équipage) dans le hall entre la zone des cabines 2de classe et le salon De Luxe, 60 dans le salon De Luxe (43 passagers et 17 membres d’équipage) et deux personnes, un passager et un mécanicien, dans des sanitaires. Les corps d'un mécanicien et d'un passager ont été retrouvés dans la salle des machines, tandis que celui d'un autre mécanicien a été retrouvé dans les quartiers de l'équipage, près d'un tuyau d'incendie. Un seul corps, celui du barman Francesco Esposito, a été retrouvé en mer, il est la seule victime décédée par noyade. 
L'accident du Moby Prince est la pire catastrophe maritime ayant touché l'Italie depuis la fin de la Seconde Guerre mondiale.

### Enquête
Dans les premières heures suivant l'accident, les autorités mènent immédiatement une enquête afin de définir les causes exactes de la catastrophe. Cependant, beaucoup d'éléments restent aujourd'hui inexpliqués et certains même paraissent pour le moins suspects.
Parmi les causes officiellement admises de la catastrophe, une nappe de brouillard aurait joué un rôle prépondérant. Les enquêteurs ont confirmé qu'un phénomène naturel appelé brouillard d'advection (accumulation rapide de brouillard épais dans une petite zone causée par un air chaud et humide atteignant la surface de la mer froide) s'était produit ce soir-là dans la zone autour de l‘Agip Abruzzo, et aurait empêché l'équipage du Moby Prince de localiser le pétrolier. Plusieurs témoins qualifiés, y compris des officiers de l'académie navale de Livourne, ont toutefois affirmé que la visibilité était bonne et qu'il n'y avait pas de brouillard. La plupart des témoins ont cru à la présence de brouillard à cause la fumée générée par l'incendie après la collision.
Bien qu’il s’agisse d’une des causes officiellement reconnues de la catastrophe, de nombreux doutes subsistent quant à la présence de ce brouillard, en particulier après qu'une vidéo tournée par un passager à bord du Moby Prince a été retrouvée. Dans la vidéo, les conditions météorologiques semblent bonnes. Le capitaine de la Garde des finances, Cesare Gentile, commandant un navire de garde qui a participé aux premiers efforts de sauvetage à 22h35, a témoigné qu'« à ce moment, la météo était excellente, la mer calme et la visibilité parfaite ».
Les enquêteurs ont aussi examiné l'hypothèse selon laquelle une bombe aurait pu être placée à bord du car-ferry et dont l'explosion l'aurait fait dévier de sa trajectoire et fait s'écraser sur le pétrolier. Considérée comme plausible dans un premier temps,,,, cette hypothèse a rapidement été rejetée au cours du procès en raison d'un témoignage d'expert ainsi que des personnes ayant participé au sauvetage, en particulier celui de l'unique survivant,.
La position exacte de l‘Agip Abruzzo au moment de la collision est également sujette à des débats. Le commandant du pétrolier a déclaré qu'il était au mouillage avec la proue orientée vers le sud, mais est par la suite revenu sur ses déclarations. Le pétrolier semblait se diriger vers le sud dans les heures qui ont suivi la collision, comme en témoigne un enregistrement vidéo retrouvé quelques mois après la catastrophe. Il n'a jamais été précisé si la collision avait été provoquée par une erreur de navigation de la part de l'équipage du Moby Prince ou si le pétrolier s'était accidentellement placé en travers du chenal du port, où le mouillage est strictement interdit. La première position communiquée par le commandant de l‘Agip Abruzzo a été enregistrée dans la transmission VHF avec la première demande mayday. La voix du commandant Superina est clairement audible et indique une position se situant dans la zone interdite. Sur la base de cette déclaration initiale, la collision peut s'expliquer par le fait que l‘Agip Abruzzo était au mouillage dans la zone du chenal et par conséquent sur la trajectoire du Moby Prince. Cela peut expliquer pourquoi le commandant Superina est revenu sur ses déclarations plus tard au cours du procès. Le journal de bord du pétrolier qui aurait pu confirmer sa position exacte n’a pas été saisi par les autorités et n'a jamais été retrouvé.
L’équipage du Moby Prince, décédé dans l'accident, a été blâmé pour ne pas avoir utilisé le radar, et ne pas avoir respecté les procédures appropriées pour les manœuvres portuaires en naviguant à une vitesse élevée dans le chenal,. La presse a également rapporté que l'équipage aurait été distrait par la finale de la Coupe d'Europe des vainqueurs de coupe de football opposant la Juventus de Turin au FC Barcelone. Cette accusation a ensuite été réfutée lorsque Bertrand a déclaré, lors de son interrogatoire, que les membres de l'état-major du ferry étaient tous à leur poste. D'autre part, des rumeurs faisant état d'un dysfonctionnement de la barre et d'autres instruments de navigation ont immédiatement été démenties par le procureur de Livourne.
Certains éléments laissent également penser que des navires militaires américains auraient pu être présents à proximité de la catastrophe. La présence de navires de l'US Navy - ou d'autres pays - a été signalée à plusieurs reprises, mais leur présence réelle, leur identité et leurs activités demeurent indéterminées. Les navires américains font régulièrement escale à Livourne, une base américaine étant située à proximité. La présence de navires militaires d'infiltration n'était pas inhabituelle, tout comme l'utilisation de faux noms lors d'opérations militaires secrètes. Un trafic d'armes dans le port de Livourne aurait été lié à la catastrophe, expliquant les mouvements secrets des navires et les obstacles bureaucratiques rencontrés lors de la recherche de documents officiels auprès des responsables militaires,,. 
Les opérations de sauvetage ont été lentes et chaotiques. Il a par la suite été prouvé que la lenteur des opérations est la principale cause du décès des personnes présentes à bord du Moby Prince. Les navires de sauvetage de Livourne ont en effet concentré les premières opérations autour de l’Agip Abruzzo et ne sont arrivés sur les lieux qu'à 23h00 et se sont attelés à sauver les 52 marins du pétrolier. Le mayday du Moby Prince n'a pas été entendu, sa portée étant trop faible et brouillée pour que les autorités portuaires puisse correctement l'interpréter. 
Le commandant de l‘Agip Abruzzo a communiqué par radio avec les sauveteurs à 22h36, déclarant que le navire avait heurté une barge, et a également demandé aux sauveteurs de ne pas confondre son navire avec le Moby Prince.
Le capitaine du port de Livourne, Sergio Albanese, s'est précipité sur les lieux à bord de la vedette de la Garde côte CP250. Dans le cadre de ses fonctions, il était chargé de coordonner les activités de sauvetage. Cependant, il est étonnamment silencieux et aucun officier impliqué dans l'opération de sauvetage ne rapporte d'ordres à Albanese et sa voix n'est jamais entendue dans les enregistrements des bandes VHF cette nuit-là. La position d'Albanese est rapidement révoquée au cours du procès, ce qui soulève la question de savoir s'il s'est précipité sur le site pour couvrir les opérations militaires secrètes menées par d'autres navires non identifiés.

### Suites judiciaires
Immédiatement après la catastrophe, le procureur de Livourne ouvre un dossier pour non assistance à personne en danger et homicide multiple par imprudence; les investigations sont coordonnées par le procureur général Antonino Costanzo.
Le procès en première instance débute le 29 novembre 1995. Quatre personnes sont déférées, le troisième officier de l‘Agip Abruzzo Valentino Rolla, reconnu coupable d'homicide involontaire et d'incendie; Angelo Cedro, second capitaine du port de Livourne et l'officier de garde Lorenzo Checcacci, reconnus coupables d'homicide multiple pour ne pas avoir mobilisé les secours à temps ; Gianluigi Spartano, accusé d'homicide volontaire pour n'avoir pas relayé les appels de détresse.
Lors de l'enquête préliminaire, le juge responsable a décidé, sur la base de ce qui avait été présenté par deux commissions d'enquête, de démettre de leurs fonctions l'armateur de Navarma Lines, Achille Onorato, et le commandant de l‘Agip Abruzzo, Renato Superina.
Le procès, parsemé de tension, prend fin deux ans plus tard, la sentence est prononcée dans la nuit du 31 octobre au 1er novembre 1997. Le président Germano Lamberti acquitte tous les accusés en déclarant que « le fait n'existe pas ». Le verdict sera légèrement modifié en appel par la cour de Florence.
En parallèle du procès principal deux employés de Navarma Lines ont été amenés à comparaître. Le bosco Ciro Di Lauro, accusé d'avoir trafiqué le gouvernail sur l'épave du ferry et le technicien, Pasquale D'Orsi, convoqué par Di Lauro. Les deux hommes sont accusés d'avoir modifié des éléments à bord de la carcasse du navire en trafiquant le gouvernail afin de faire penser que le navire naviguait sous pilotage automatique dans le but de faire endosser l'entière responsabilité de l'affaire au défunt commandant Chessa.
Lors d'une audience, Ciro Di Lauro a avoué avoir altéré le gouvernail. Mais le magistrat de Livourne a acquitté les deux accusés pour « absence de preuves ». Le magistrat, tout en convenant avec le Premier ministre sur les responsabilités des accusés, ne les considère pas comme condamnables, car même si une falsification a été constatée, ces derniers n'ont pas trompé les experts qui ont ensuite embarqué ne sont donc pas considérés comme criminels. La peine sera confirmée à la fois par la procédure d'appel et par la cassation.
En 2006, le bureau du procureur de Livourne décide de rouvrir une enquête sur le désastre du car-ferry à la demande des fils du commandant Chessa.
En 2009, dans une lettre adressée au président de la République, Giorgio Napolitano, l'association des familles des victimes présidée par les Chessa, lui fait la demande de solliciter au président des États-Unis, Barack Obama, la publication des données des radars, images satellites ou autre matériel des autorités américaines opérationnel dans le port de Livourne pendant les heures de la catastrophe du Moby Prince. 
La demande de réouverture de l'enquête afin de déterminer les responsabilités réelles, avec des raisons qui ne sont pas partagées par toutes les familles des victimes, est présentée par l'avocat des enfants du commandant Chessa en 2006. Une plus grande attention avait été demandée pour traiter le problème du trafic d'armes illicite et de la présence de navires militaires ou, en tout cas, de navires ayant échappé au contrôle de la capitainerie, qui pourraient être la cause ou l'une des causes de la catastrophe.
Le 5 mai 2010, le bureau du procureur général de Livourne a demandé au juge d'autoriser l'ouverture d'un nouveau procès à la demande des enfants du commandant Chessa. Ceci sera cependant refusé, selon les magistrats responsables, les thèses avancées par les Chessa étaient fantaisistes et ne correspondaient en aucune façon à la véracité des faits.

## Caractéristiques techniques
Le Moby Prince mesurait 131,02 mètres de long pour 20,48 mètres de large, son tonnage était de 6 682 UMS. Le car-ferry pouvait à l'origine embarquer 1 200 passagers en traversée de jour et 750 en traversée de nuit. Lors de son acquisition par Nav. Ar. Ma. Lines, sa capacité est augmentée et passe à 1 490 personnes. Le navire possédait un garage pouvant accueillir à l'origine 220 véhicules puis 360 à partir de 1985, répartis sur deux niveaux. Le garage était accessible par deux portes rampes situées à la proue à la poupe. La propulsion du Moby Prince était assurée par quatre moteurs Diesel MAN Augsburg R9V40/54 développant une puissance de 14 592 kW entrainant deux hélices faisant filer le bâtiment à une vitesse de 19 nœuds. Le car-ferry possédait huit embarcations de sauvetage de taille moyenne pouvant contenir 73 personnes chacune. Ces embarcations étaient complétées plusieurs radeaux de sauvetage. Le navire était entre autres doté d'un propulseur d'étrave facilitant les manœuvres d'accostage et d'appareillage.

## Aménagements
Le Moby Prince possédait 8 ponts. À l'époque néerlandaise, ceux-ci étaient dénommés à partir du pont 2 : C, Auto, B, A et Boot. Lorsque le navire est acquis par Navarma, la numérotation est modifiée et concorde avec le nombre total d'étages. Les installations des passagers étaient principalement situées sur les pont 6, 5, 4 et 2. Les locaux de l'équipage occupaient majoritairement les pont 7 et 2. L'intégralité du pont 2 et une grande partie du pont 3 abritaient quant à eux les garages.

### Locaux communs
À l'époque du Koningin Juliana, les passagers étaient séparés en deux classes. Les installations de première classe se trouvaient dans la partie arrière du navire tandis que celles de seconde classe se situaient dans la partie avant.
Les passagers de première classe avaient à leur disposition un bar et un restaurant sur le pont Boot et un confortable salon sur le pont A. Les passagers de seconde classe disposaient des mêmes installations situées dans leurs locaux sur les mêmes ponts à la différence que celles-ci étaient moins confortables.
Après le rachat du navire par Navarma Lines, la séparation des classes est abandonnée, le bar des premières classes est transformé en discothèque et le salon des secondes classes est supprimé. Une boutique hors taxe ainsi qu'une salle d'arcade sont également ajoutées sur le pont 5.

### Cabines
Le Moby Prince possédait 243 cabines situées sur les ponts 5, 4 et 2. Deux d'entre-elles étaient des cabines grand confort avec salles de bains individuelles. Les cabines étaient divisées en deux catégories, celles de la première classe occupaient la partie arrière des ponts 5 et 4 tandis que celles de la seconde classe étaient situées dans la partie avant des ponts 4 et 2. La répartition en deux classes concernant les cabines a également subsisté chez Navarma Lines.
Deux salons fauteuils étaient également présents sur le pont 5, l'un destiné à la première classe à l'arrière et l'autre, plus vaste réservé à la seconde classe. Ce dernier sera néanmoins supprimé par Navarma.

## Lignes desservies
Pour la compagnie SMZ, de 1968 à 1984, le Koningin Juliana effectuait des traversées entre les Pays-Bas et le Royaume-Uni sur la ligne Hoek van Holland - Harwich.
Sous les couleurs de Navarma Lines entre 1985 et 1991, le Moby Prince effectuait principalement les liaisons depuis le continent italien vers la Sardaigne toute l'année entre Livourne et Olbia et desservait également la Corse en été au départ de Livourne et La Spezia vers Bastia.